# Lech Grabowski
Lech Grabowski (ur. 26 czerwca 1929 w Siedlcach, zm. 3 stycznia 2019) – polski socjolog, historyk sztuki, malarz, autor książek i artykułów o sztuce i fotografii.

## Życiorys
Absolwent Uniwersytetu Warszawskiego, Wydział Humanistyczny w latach 1949–1953. Dyplom w 1954. Doktorat w Instytucie Filozofii i Socjologii PAN 1980. W okresie 1965–1989 był wykładowcą warszawskiej Akademii Sztuk Pięknych, a w latach 1978–1980 Warszawskiej Szkoły Teatralnej. Był członkiem rzeczywistym i artystą Fotoklubu Rzeczypospolitej Polskiej.

## Odznaczenia i nagrody
- 1972 – Odznaka „Zasłużony Działacz Kultury”[4]
- 1973 – Nagroda Ministra Kultury III stopnia[4]
- 1975 – Srebrny Krzyż Zasługi[4]
- 1984 – Krzyż Kawalerski OOP[4]
- 1986 – Medal „Za zasługi dla obronności kraju”[4]
- 1987 – Nagroda Ministra Kultury I stopnia[4]
- 2010 – Srebrny Medal „Zasłużony Kulturze Gloria Artis”[5]
- Złoty Medal „Zasłużony dla Fotografii Polskiej”[4][6]

## Twórczość

### Publikacje książkowe
- „Strynkiewicz”, wyd. Sztuka, 1957
- „Fotografia na tropie współczesności”, Filmowa Agencja Wydawnicza, 1959
- „Jan Bułhak”, wyd. Arkady, 1961 r.
- „Rysunki Henryka Grunwalda”, Wydawnictwa Artystyczne i Filmowe, 1964
- „Kształt i tworzywo”, Wydawnictwo Literackie 1969
- „Wśród polskich mistrzów kamery”, Wydawnictwa Artystyczne i Filmowe 1964
- „Mierzecka. Praca i twórczość”, Ossolineum 1969
- „M. Bylina”. Wstęp Zbigniew Załuski, Krajowa Agencja Wydawnicza 1977
- „Zółtowski. Szkic monograficzny.” Wydawnictwo MON 1989
- „Dzieje sztuki polskiej” (praca zbiorowa), Wydawnictwa Szkolne i Pedagogiczne 1984, wyd. 2 1987, ISBN 83-02-01917-8.
- „Monumentalplastik VR Polen”, Neue Berliner Galerie 1973
- „Sposoby widzenia – opowieść o wizualizacji kultury”, Warszawa, 2015, ISBN 978-83-64033-31-5.

### Wybrane artykuły
- „Społeczne funkcje sztuki”, Kwartalnik Pedagogiczny 1962, nr I
- „Syreną w herbie swoim szczyci się Warszawa”, 1965, Projekt 2.47
- „Gościńce wyobraźni”, Przegląd Artystyczny, 1966, Nr.4
- „Świadomość artystyczna i praktyka”, Przegląd Humanistyczny 1975, nr 8
- „Sztuka i społeczeństwo”, Przegląd Humanistyczny 1976, nr 5
- „Sztuka i świadomość społeczna”, Zeszyty Historyczno-Polityczne Stronnictwa Demokratycznego 1988, nr 1
- „Eksperymentalna i użytkowa. Przyczynek do historii fotografii”. Sztuka 1996, nr 1-6
- „Warszawska szkoła rzeźby”, Sztuka 1997, nr 1-6
- „Problemy rzeźby współczesnej”, Sztuka 1997, nr 7-12

## Wystawy indywidualne
- 2000 – Muzeum im. Kazimierza Pułaskiego w Warce[7]
- 2006 – Centrum Rehabilitacji „Stocer” w Konstancinie-Jeziornie
- 2009 – Centrum Artystyczne „Radomska 13” w Warszawie
- 2012 – Muzeum Regionalne w Siedlcach[8]